# Eurytoma kemalpasensis
Eurytoma kemalpasensis är en stekelart som beskrevs av Narendran, Tezcan och Civelek 1995. Eurytoma kemalpasensis ingår i släktet Eurytoma och familjen kragglanssteklar.
Artens utbredningsområde är Turkiet. Inga underarter finns listade i Catalogue of Life.